# Мэйн, Хайди
Хайди Мэйн (англ. Heidi Mayne, род. 27 сентября 1979, Черри-Хилл, Нью-Джерси) — американская порноактриса, лауреат премии AVN Awards.

## Биография
Родилась 27 сентября 1979 года в Черри-Хилл, Нью-Джерси. Настоящее имя — Виктория Р. Росиелло (Victoria R Rosiello). Дебютировала в порноиндустрии в 2006 году, в возрасте около 28 лет.
Снималась для таких студий, как Adam & Eve, Brazzers Network, Devil’s Film, Digital Sin, Hustler Video, Pink Visual, Roman Video, Vivid, White Ghetto, Wicked Pictures, Zero Tolerance и других. Выступила как модель ню для журнала The Rules of Love издательства Hollan Publishing.
В июле 2007 года интересы актрисы представляла компания Gold Star Modeling. В июле 2008 года Мэйн была ведущей еженедельного шоу Buff in the Buff на RudeTV.
В 2009 году получила AVN Awards в номинации «лучшая групповая сцена» за роль в Icon, а также была представлена в категории «самая скандальная сцена» за Wedding Bells Gang Bang 2. В 2010 году была номинирована в категории «лучшая групповая сцена» за Big Toy Orgy.
Ушла из индустрии в 2016 году, снявшись в 241 фильме. У Мэйн есть татуировки на животе, пояснице и правой лодыжке, а также пирсинг в пупке.

## Премии и номинации
- 2009 AVN Awards, победа — лучшая групповая сцена — Icon[8]
- 2009 AVN Awards, номинация — самая скандальная сцена — Wedding Bells Gang Bang 2[9]
- 2010 AVN Awards, номинация — лучшая групповая сцена — Big Toy Orgy[10]

## Избранная фильмография
- 2013: Anal Wreckage 6
- 2012: My Girlfriend Loves Girls 2
- 2011: Interracial Lesbian Tryouts
- 2010: Women Seeking Women 61
- 2010: The Violation of Amy Brooke
- 2009: The Violation of Sindee Jennings
- 2009: Big Toy Orgy
- 2008: Wedding Bells Gang Bang 2
- 2008: Icon